# Pierre Ibarra
Pierre Leonardo Ibarra Corral (Los Mochis, Sinaloa, 18 de enero de 1983) es un exfutbolista mexicano.Originario de Sinaloa. Es hermano del exfutbolista Juan de Dios Ibarra. Jugaba de defensa y se retiró en el Correcaminos de la UAT del desaparecido circuito Ascenso MX.

## Trayectoria
Surgido de la cantera rayada este zaguero central debutó gracias al entonces técnico de
los Rayados, Miguel Herrera, en el Apertura 2004, en un partido Monterrey vs Pumas con saldo favorable para los universitarios.
Defensa sólido, fuerte y poco temperamental, que a pesar de ser consolidado en la zaga rayada junto a Felipe Baloy y Edgar Solano para formar la dura defensa de los Rayados, fue traspasado a la liga de ascenso con los Rayos del Necaxa para ayudar a lograr el objetivo de regresar a primera división.

### Clubes
| Club                     | País          | Año             | Partidos | Goles | Media |
| ------------------------ | ------------- | --------------- | -------- | ----- | ----- |
| Cobras de Ciudad Juárez  | México        | 2003 - 2004     | 31       | 1     | 0.03  |
| Club de Fútbol Monterrey | México        | 2004 - 2009     | 76       | 2     | 0.03  |
| Club Necaxa              | México        | 2009 - 2010     | 31       | 1     | 0.03  |
| Club de Fútbol Monterrey | México        | 2010            | 0        | 0     | 0     |
| Club Necaxa              | México        | 2011 - 2012     | 23       | 1     | 0.04  |
| Lobos BUAP               | México        | 2012 - 2013     | 33       | 0     | 0     |
| Correcaminos de la UAT   | México        | 2013 - 2014     | 27       | 1     | 0.04  |
| Club Zacatepec           | México        | 2014 - 2015     | 22       | 3     | 0.14  |
| Murciélagos FC           | México        | 2015 - 2016     | 30       | 2     | 0.07  |
| Correcaminos de la UAT   | México        | 2016 - Presente | 0        | 0     | 0     |
| Total carrera            | Total carrera | Total carrera   | 273      | 11    | 0.04  |